# Bambino Pinocchio e i suoi amici in tv
Bambino Pinocchio e i suoi amici in tv è una raccolta di sigle televisive e canzoni per bambini pubblicata nel 1982.
Disponibile esclusivamente in formato MC, venne messa in commercio poco dopo l'uscita del 45 giri Bambino Pinocchio e della compilation Do re mi... Five - Cantiamo con Five, in seguito al successo riscosso dal cartone animato Pinocchio in onda su Canale 5 e dalla relativa sigla cantata dall'allora diciassettenne Cristina D'Avena..
Oltre alla versione originale della sigla che dà il titolo alla compilation, la raccolta contiene sigle e canzoni ispirate al personaggio di Pinocchio in versione cover, tutte cantate per l'occasione dal coro de I Piccoli Grilli..
Queste tracce ebbero lo scopo di sostenere la funzione di traino assunta dal brano portante, che segnò l'esordio della D'Avena come interprete di sigle per cartoni animati..

## Tracce
LATO A
1. Bambino Pinocchio
2. Storia di Pinocchio
3. Pinocchio, perché no?
4. Lettera a Pinocchio
5. Lucignolo
6. Tal Pinocchio

LATO B
1. Sbirulino
2. Il gatto e la volpe
3. Candy Candy
4. L'ApeMaia va
5. Heidi - di